# Ванкувер Уайткэпс (1986—2010)
«Ванку́вер Уа́йткэпс» (англ. Vancouver Whitecaps) — бывший канадский профессиональный футбольный клуб из города Бернаби провинции Британская Колумбия. Клуб был основан в 1986 году как «Ванку́вер Э́йти Си́ксерс» (англ. Vancouver 86ers). С 1987 по 1992 годы выступал в Канадской футбольной лиге, на тот момент высшем дивизионе Канады. С 1993 по 2010 годы выступал в различных лигах США второго уровня.
18 марта 2009 года городу Ванкувер была присуждена франшиза MLS. Клуб, сохранивший название «Ванкувер Уайткэпс», начал выступление в 2011 году.

## История
В 1986 году Общество футбола западного побережья (англ. West Coast Soccer Society) приобрело франшизу новообразованной Канадской футбольной лиги для Ванкувера. Команда была названа «Ванкувер Эйти Сиксерс» (англ. Vancouver 86ers) в честь года основания команды, года основания города Ванкувер (1886), первого участия сборной Канады в чемпионате мира по футболу (1986), а также 86 членов общества, инвестировавших в команду в начале.
Во главе с главным тренером Бобом Ленардуцци «Эйти Сиксерс» выиграли четыре чемпионата CSL подряд — с 1988 по 1991. Клуб также установил рекорд профессионального спорта Северной Америки, сыграв 46 матчей подряд без поражений (37 побед и 9 ничьих).
После того как Канадская футбольная лига прекратила существование, в 1993 году «Ванкувер Эйти Сиксерс» присоединились к Американской профессиональной футбольной лиге. В сезоне 1993 клуб финишировал на вершине турнирной таблицы, но в плей-офф внезапно выбыл в полуфинале, проиграв «Лос-Анджелес Сальса». Этот матч стал последним для Боба Ленардуцци в качестве главного тренера «Эйти Сиксерс», он решил сосредоточиться на роли главного тренера сборной Канады, куда был назначен весной 1992 года.
Бывший игрок «Эйти Сиксерс» и сборной Канады Карл Валентайн сменил Ленардуцци на посту главного тренера. Пропустив плей-офф в сезоне 1994 APSL, Валентайн привёл «Эйти Сиксерс» к постсезону в сезоне 1995 Эй-лиги, где они проиграли «Сиэтл Саундерс» в полуфинале. «Эйти Сиксерс» снова попали в полуфинал в сезоне 1997, но уступили будущему чемпиону «Милуоки Рампейдж». В том же году Ленардуцци вернулся в клуб в качестве генерального менеджера после того, как его обязанности в качестве главного тренера сборной Канады подошли к концу. Плей-офф в сезонах 1998 и 1999 для клуба ограничивался первым раундом.
26 октября 2000 года, заручившись широкой общественной поддержкой, «Ванкувер Эйти Сиксерс» официально сменили своё название на «Ванкувер Уайткэпс» после того, как их новый владелец Дэвид Стадник приобрёл права на название у бывшего директора клуба Североамериканской футбольной лиги «Ванкувер Уайткэпс» Джона Лэкстона.
«Уайткэпс» продолжили свои успехи в плей-офф, дойдя до полуфинала в сезоне 2001 и финала в сезоне 2002.
В мае 2002 года, после того как Стадник покинул клуб, «Уайткэпс» перешли под управление организации USL. 13 ноября 2002 года во владение «Ванкувер Уайткэпс» вступил местный бизнесмен Грег Керфут.
В 2004 году «Ванкувер Уайткэпс» объявили о планах строительства тренировочного центра на территории кампуса Университета Саймона Фрейзера. В сезоне 2005 Первого дивизиона ЮСЛ клуб не смог пройти первый раунд плей-офф. В сезоне 2006, несмотря на четвёртое место в турнирной таблице USL-1, команда Боба Лилли, одолев «Майами» и «Монреаль Импакт», вышла в финал чемпионата, где обыграла «Рочестер Рейджинг Райнос» со счётом 3:0.
В сезоне 2008 клуб во второй раз за три года выиграл чемпионат: на пути в плей-офф прошёл через «Миннесоту Старз» и «Монреаль Импакт», в финале победил «Пуэрто-Рико Айлендерс» со счётом 2:1 благодаря дублю Чарлза Гбеке. В сезоне 2009 клуб вновь пробился в финал, где уступил «Монреаль Импакт» 6:3 по сумме двух матчей.
В ноябре 2009 года «Ванкувер Уайткэпс» вместе с несколькими другими клубами объявили о своём намерении покинуть Первый дивизион ЮСЛ, чтобы стать соучредителями новой Североамериканской футбольной лиги, которая должна была начаться в 2010 году. 29 декабря 2009 года Федерация футбола США объявила, что ни USL, ни NASL не получат статус второго дивизиона. 7 января 2010 года USSF объявила о формировании на сезон 2010 временного второго профессионального дивизиона, где NASL и USL станут конференциями.
24 июля 2008 года MLS объявила, что к лиге будут добавлены две новых команды в сезоне 2011 года. На следующий день «Ванкувер Уайткэпс» официально объявили, что будут претендовать на один из двух слотов расширения. Также к группе владельцев клуба присоединился именитый местный спортсмен Стив Нэш. Заявка Ванкувера была официально представлена 15 октября 2008 года вместе с заявками из шести других городов. 18 марта 2009 года Ванкувер был официально назван городом для новой команды MLS, которая присоединится к лиге в 2011 году.

## Последний состав
Источник: Список игроков на официальном сайте клуба. Архивировано из оригинала 13 февраля 2010 года.

| №  |                 | Поз. | Имя                | Год рождения |
| -- | --------------- | ---- | ------------------ | ------------ |
| 1  | Флаг США        | Вр   | Джей Нолли         | 1982         |
| 2  | Флаг США        | Защ  | Нелсон Аквари      | 1982         |
| 3  | Флаг Канады     | Защ  | Лука Беллисомо     | 1986         |
| 4  | Флаг Канады     | Защ  | Крис Уильямс       | 1981         |
| 6  | Флаг Канады     | ПЗ   | Терри Данфилд      | 1982         |
| 7  | Флаг Канады     | ПЗ   | Мартин Нэш         | 1975         |
| 8  | Флаг США        | Защ  | Уэс Найт           | 1986         |
| 9  | Флаг Швейцарии  | ПЗ   | Давиде Кьюмиенто   | 1984         |
| 11 | Флаг Швейцарии  | Нап  | Ридж Мобулу        | 1991         |
| 12 | Флаг Канады     | ПЗ   | Расселл Тайберт    | 1992         |
| 13 | Флаг Канады     | ПЗ   | Алекс Эллиотт      | 1987         |
| 14 | Флаг США        | Защ  | Грег Джаники       | 1984         |
| 15 | Флаг Канады     | ПЗ   | Филипп Дейвис      | 1990         |
| 16 | Флаг Канады     | ПЗ   | Кайл Портер        | 1990         |
| 17 | Флаг Канады     | Нап  | Рэнди Эдвини-Бонсу | 1990         |
| 18 | Флаг Канады     | Нап  | Лавер Корбин-Онг   | 1991         |
| 19 | Флаг Коста-Рики | Нап  | Хонатан Макдональд | 1987         |

| №  |                               | Поз. | Имя                             | Год рождения |
| -- | ----------------------------- | ---- | ------------------------------- | ------------ |
| 20 | Флаг Канады                   | ПЗ   | Итан Гейдж                      | 1991         |
| 22 | Флаг Японии                   | ПЗ   | Такаси Хирано                   | 1974         |
| 23 | Флаг США                      | Защ  | Блейк Вагнер                    | 1988         |
| 24 | Флаг Камеруна                 | ПЗ   | Александр Морфо                 | 1987         |
| 25 | Флаг США                      | Нап  | Коди Арно                       | 1988         |
| 26 | Флаг Канады                   | Нап  | Алекс Семенец                   | 1990         |
| 27 | Флаг Канады                   | Вр   | Дэн Пелс                        | 1986         |
| 28 | Флаг Ганы                     | ПЗ   | Гершон Коффи                    | 1991         |
| 29 | Флаг Танзании                 | ПЗ   | Низар Хальфан                   | 1988         |
| 31 | Флаг Канады                   | Вр   | Саймон Томас                    | 1990         |
| 33 | Флаг Либерии                  | Защ  | Уиллис Форко                    | 1983         |
| 39 | Флаг Сент-Винсента и Гренадин | Нап  | Корнелиус Стюарт                | 1989         |
| 55 | Флаг Франции                  | Защ  | Мулуд Аклуль                    | 1983         |
| 77 | Флаг Грузии                   | Защ  | Зураб Цискаридзе                | 1986         |
|    | Флаг Швейцарии                | ПЗ   | Бедри Гаши                      | 1992         |
|    | Флаг Швейцарии                | Защ  | Ален Роша (арендован в «Цюрих») | 1983         |

## Главные тренеры
- Боб Ленардуцци (1987—1993)
- Карл Валентайн (1994—1999)
- Дейл Митчелл (2000—2001)
- Тони Фонсека (2002—2004)
- Боб Лилли (2005—2007)
- Тейтур Тордарсон (2008—2010)

## Достижения
Канадская футбольная лига
- Чемпион: 1988, 1989, 1990, 1991
- Победитель регулярного чемпионата: 1988, 1989, 1990, 1991, 1992

Американская профессиональная футбольная лига
- Победитель регулярного чемпионата: 1993

Первый дивизион ЮСЛ
- Чемпион: 2006, 2008

Североамериканский клубный чемпионат
- Победитель: 1990

## Статистика
| Сезон | Дивизион | Лига     | Регулярный чемпионат | Плей-офф                  | Voyageurs Cup | Североамериканский чемпионат | Лига чемпионов КОНКАКАФ |
| ----- | -------- | -------- | -------------------- | ------------------------- | ------------- | ---------------------------- | ----------------------- |
| 1987  | 1        | CSL      | 2-е, запад           | полуфинал                 |               |                              |                         |
| 1988  | 1        | CSL      | 1-е, запад           | чемпион                   |               |                              |                         |
| 1989  | 1        | CSL      | 1-е, запад           | чемпион                   |               |                              |                         |
| 1990  | 1        | CSL      | 1-е, запад           | чемпион                   |               | чемпион                      |                         |
| 1991  | 1        | CSL      | 1-е                  | чемпион                   |               |                              |                         |
| 1992  | 1        | CSL      | 1-е                  | финал                     |               | четвертьфинал                | первый раунд            |
| 1993  | 1        | APSL     | 1-е                  | полуфинал                 |               |                              |                         |
| 1994  | 1        | APSL     | 6-е                  | не квалифицировался       |               |                              |                         |
| 1995  | 2        | A-League | 3-е                  | полуфинал                 |               |                              |                         |
| 1996  | 2        | A-League | 5-е                  | не квалифицировался       |               |                              |                         |
| 1997  | 2        | A-League | 3-е, тихоокеанский   | финал конференции         |               |                              |                         |
| 1998  | 2        | A-League | 4-е, тихоокеанский   | четвертьфинал конференции |               |                              |                         |
| 1999  | 2        | A-League | 2-е, тихоокеанский   | четвертьфинал конференции |               |                              |                         |
| 2000  | 2        | A-League | 3-е, тихоокеанский   | полуфинал конференции     |               |                              |                         |
| 2001  | 2        | A-League | 1-е, запад           | полуфинал                 |               |                              |                         |
| 2002  | 2        | A-League | 3-е, тихоокеанский   | финал конференции         | 3-е           |                              |                         |
| 2003  | 2        | A-League | 2-е, тихоокеанский   | финал дивизиона           | 3-е           |                              |                         |
| 2004  | 2        | A-League | 2-е, запад           | полуфинал                 | 4-е           |                              |                         |
| 2005  | 2        | USL-1    | 3-е                  | четвертьфинал             | 2-е           |                              |                         |
| 2006  | 2        | USL-1    | 4-е                  | чемпион                   | 3-е           |                              |                         |
| 2007  | 2        | USL-1    | 7-е                  | четвертьфинал             | 2-е           |                              |                         |
| 2008  | 2        | USL-1    | 2-е                  | чемпион                   | 3-е           |                              | не квалифицировался     |
| 2009  | 2        | USL-1    | 7-е                  | финал                     | 2-е           |                              | не квалифицировался     |
| 2010  | 2        | USSF D-2 | 2-е, NASL (5-е)      | полуфинал                 | 2-е           |                              | не квалифицировался     |